# Carles Rexach
Carles Rexach (Pedralbes vagy Barcelona, 1947. január 13. –) spanyol válogatott labdarúgó.

## Nemzeti válogatott
A spanyol válogatottban 15 mérkőzést játszott.

## Statisztika
| Spanyol válogatott | Spanyol válogatott | Spanyol válogatott |
| Időszak            | Mérk.              | gól                |
| ------------------ | ------------------ | ------------------ |
| 1969               | 2                  | 0                  |
| 1970               | 2                  | 1                  |
| 1971               | 3                  | 1                  |
| 1972               | 1                  | 0                  |
| 1973               | 0                  | 0                  |
| 1974               | 2                  | 0                  |
| 1975               | 3                  | 0                  |
| 1976               | 0                  | 0                  |
| 1977               | 0                  | 0                  |
| 1978               | 2                  | 0                  |
| Összesen           | 15                 | 2                  |